# Sepulcro de Juan II de Ribagorza

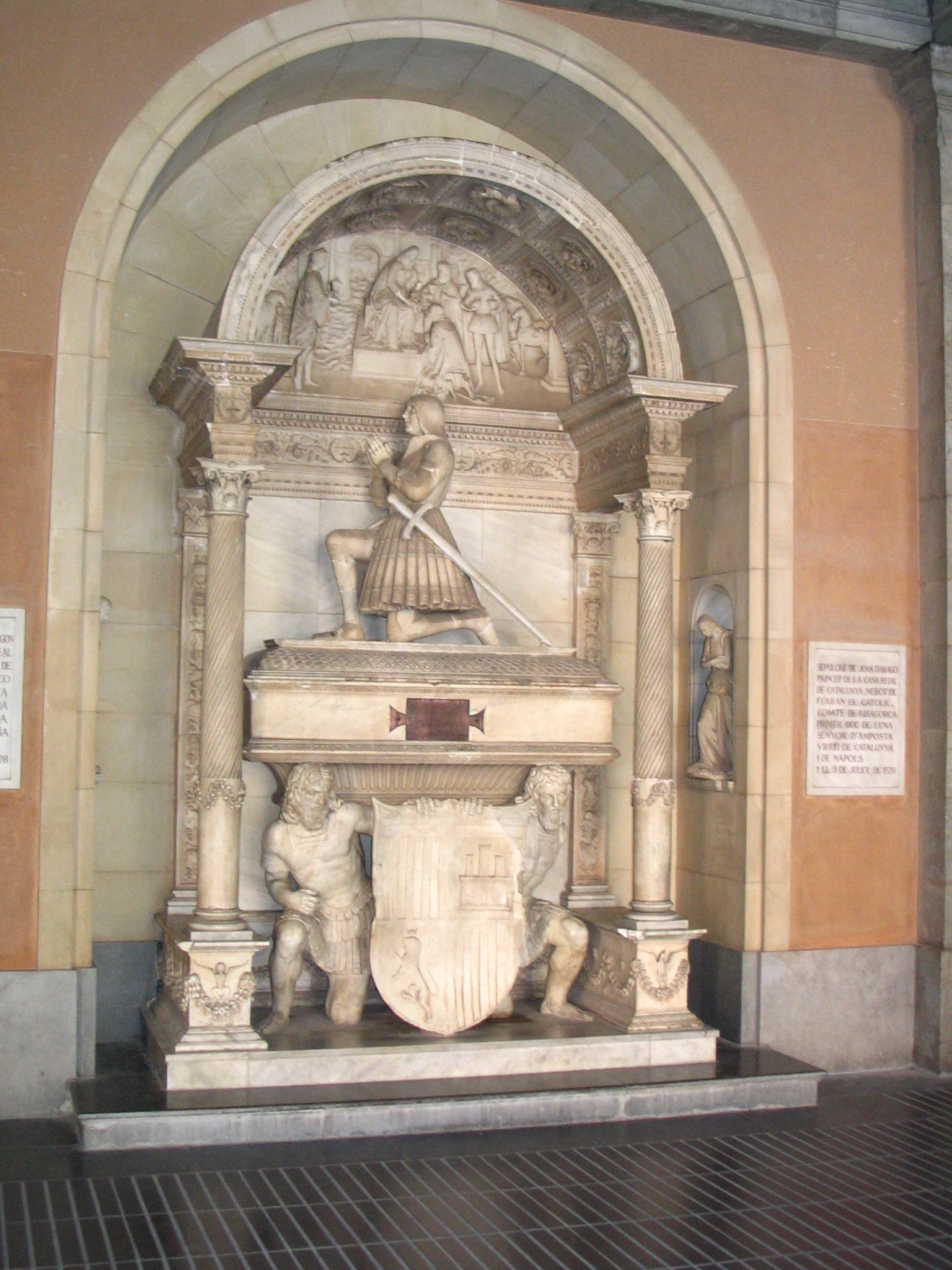
Sarcófago de Juan II de Ribagorza.

El sepulcro de Juan II de Ribagorza o Juan de Aragón, es un monumento funerario renacentista realizado en unos talleres de Nápoles hacia el año 1508, y que se encuentra instalado en el monasterio de Montserrat de Barcelona (España).

## Historia
El sepulcro fue encargado, por el propio Juan II de Ribagorza, muerto en 1528 y que fue virrey de Nápoles durante los años 1507 al 1509, lo que explica su encargo a talleres escultóricos de esta ciudad. Murió en Monzón en 1528, donde fue enterrado en la iglesia de Santa María del Romeral de esta ciudad y al año siguiente trasladado al monasterio de Montserrat donde se encontraba el sepulcro que había hecho traer de Nápoles.

## Descripción
Se observa en el monumento un lenguaje muy depurado del renacimiento italiano, la estructura arquitectónica la constituye un arco de medio punto sostenido por dos columnas que dan paso a una iniciación de un tramo de bóveda de cañón. La figura del difunto, con vestiduras militares, se encuentra en actitud orante colocado sobre la urna, que es sostenida por dos atlantes con una rodilla en tierra y que muestran un gran escudo de armas representando la Corona de Aragón y Castilla y León. En el tímpano del arco arquitectónico, se encuentra un relieve con la representación de la Adoración de los Reyes.

En este sepulcro en el frente de la urna se hicieron dos inscripciones, una anterior a su muerte:

Illustrissimus D. Joanes Aragonius, Comes Ripacurtia

Castellanus Amposta. D. Alphonsi filius dum prafuit
Vice Catholici Regis, patrique Gotholanis, Regno Partheno,
Exercituique, hoc sibi possuit anno salutis

M. D. IX. Kal. Novembris.

Y otra inscripción colocada después de su fallecimiento:

Illustrissimus D. JO. Aagonius. Dux Luna, Comte Ripacurtia,

Castellanus Amposta. Obbit. Ann. M. D. XXVIII.
Hunc tumulus sibi Ripacurtius Heros
Postquam certa homini mors male certa venit.
Illum, sed virtus tollet ost fata sepulcro,
Qua ante, post obitum vivere sola facit.
Gloria, partus honor, stabunt, pietasque, fidesque,

Veraque cum remanet candida fama Ducis.

La sepultura procedente del interior de la iglesia se encuentra situada en su atrio. Sufrió grandes destrozos durante la guerras napoleónicas del año 1811. Su fiel reconstrucción ha sido posible gracias a la descripción hecha por el benedictino Gregorio de Argáiz en la publicación de La Perla de Cataluña, historia de nuestra Señora de Montserrate, publicada en el año 1677 en Madrid.Fue restaurado por Fernando Pau Sierra (15/01/1926-?) en ca.1956 -1957.Parte de las figuras restauradas tomaron como fuente de referencia los familiares más cercanos del escultor Pau Sierra.